# Сантана, Эрнесто
Эрнесто Сантана Сальдивар (исп. Ernesto Santana Zaldívar; род. 22 мая 1958, Пуэрто-Падре, Куба) — кубинский писатель и поэт, лауреат Государственной премии имени Алехо Карпентьера (2002, Куба) и Литературной премии имени Франца Кафки (2010, Чехия).
Преподаватель испанского языка и литературы, работал сценаристом на радио. С 2011 года работает в качестве журналиста в издании «Кубанет».

## Биография
С 1980-х годов писал рассказы и очерки, которые издавались отдельными сборниками. Дебютный роман «Птица и ничего» (исп. Ave y nada) был издан в 2002 году и удостоен Государственной премии имени Алехо Карпентьера. В 2010 году был издан его второй роман «Карнавал и мертвецы» (исп. El carnaval y los muertos), получивший в Чехии Премию имени Франца Кафки.

### Сочинения

#### Романы
- «Птица и ничего» (исп. Ave y nada, 2002)
- «Карнавал и мертвецы» (исп. El carnaval y los muertos, 2010)

#### Малая проза
- «Узел на носовом платке» (исп. Nudos en el pañuelo, 1993)
- «Паникующий бестиарий» (исп. Bestiario pánico, 1996)
- «Ночные бабочки» (исп. Mariposas nocturnas, 1999)
- «Когда пересекаете белые архипелаги» (исп. Cuando cruces los blancos archipiélagos, 2003)
- «Ядовитый цветок арсаду́» (исп. La venenosa flor del arzadú, 2010)
- «Ольмеки, народ ягуара» (исп. Los Olmecas, el pueblo del jaguar, 2010)

#### Поэзия
- «Скорпион на карте» (исп. Escorpión en el mapa, 1998)